# Велки Оржехов
Велки Оржехов (чеш. Velký Ořechov) је насељено мјесто са административним статусом сеоске општине (чеш. obec) у округу Злин, у Злинском крају, Чешка Република.

## Становништво
Према подацима о броју становника из 2014. године насеље је имало 763 становника.